# Folidosàurids
Els folidosàurids (Pholidosauridae) són una família d'arcosaures crocodilomorfs neosucs que van viure des de l'Alenià, fa 175 milions d'anys al, Cenomanià fa 93 milions d'anys, a Àfrica, Europa, Àsia i Amèrica del Nord. Els fòssils han estat trobats als Estats Units, Canadà, Xina, Kirguizstan, Níger, Mali, Algèria, el Marroc, Tunísia i Espanya. Es defineix com elclado més inclusivament que conté a Pholidosaurus schaumbergensis (Meyer, 1841) però no a Alligatorellus beaumonti (Gervais, 1871), Peirosaurus torminni (Price, 1955), Araripesuchus gomesii (Price, 1959), Notosuchus terrestris (Woodward, 1896), Crocodylus niloticus (Laurenti, 1768).

## Taxonomia
La família dels folidosàurids inclou els següents gèneres:
- Anglosuchus
- Crocodilaemus
- Meridiosaurus
- Oceanosuchus
- Peipehsuchus
- Petrosuchus
- Sarcosuchus
- Teleorhinus